# Nichols (Iowa)
Nichols is een plaats (city) in de Amerikaanse staat Iowa, en valt bestuurlijk gezien onder Muscatine County.

## Demografie
Bij de volkstelling in 2000 werd het aantal inwoners vastgesteld op 374. In 2006 is het aantal inwoners door het United States Census Bureau geschat op 361, een daling van 13 (-3,5%).

## Geografie
Volgens het United States Census Bureau beslaat de plaats een oppervlakte van 0,6 km², geheel bestaande uit land. Nichols ligt op ongeveer 202 m boven zeeniveau.

## Plaatsen in de nabije omgeving
De onderstaande figuur toont nabijgelegen plaatsen in een straal van 20 km rond Nichols.